# Aristó de Cirene
Aristó de Cirene (en grec Ἀρίστων) va ser un polític de Cirene, cap d'una insurrecció a la ciutat l'any 403 aC. Va prendre el poder al front del partit popular i va matar o desterrar a tots els nobles. Aquestos més tard es van reconciliar amb els populars i els dos partits es van repartir el poder.